# Azzano Decimo
Azzano Decimo (Athan o Azan in veneto, Dassan o Daçàn di Pordenòn in friulano occidentale) è un comune italiano di 15 775 abitanti del Friuli-Venezia Giulia.

## Geografia fisica
Azzano Decimo è situato nella pianura friulana occidentale, a pochi chilometri dalla sponda sinistra del Meduna. Dista circa 10 km da Pordenone.
Per la sua collocazione geografica è crocevia di importanti flussi commerciali e industriali.
Il comune di Azzano Decimo è caratterizzato da diversi paesaggi naturali con resti di antichi boschi di latifoglie e conifere angiosperme, alcune di esse vecchie di centinaia d'anni; il più importante tra questi è sicuramente il bosco della Mantova.

## Origini del nome
Il toponimo è un prediale derivato dal personale latino Attius o Accius con l'aggiunta del suffisso -ānus che indica appartenenza. La specificazione Decimo si riferisce al fatto che la località dista circa dieci miglia romane da Concordia Sagittaria, tuttavia ha origini recenti, essendo stata aggiunta con il R.D. 18 agosto 1867, n. 3893.

## Storia
Il territorio del comune di Azzano Decimo fu abitato fin dalla preistoria. Sono noti agli studiosi i siti neolitici in località Fagnigola e Valer-Pezzacurta.
Quando la regione fu conquistata dai Romani, Azzano assurse a una certa importanza, come dimostrano gli interessantissimi reperti rinvenuti durante i consueti lavori agricoli: certo il merito è da ricercarsi nella fertilità del terreno, irrigato dai numerosi fiumi che lo attraversano, e perché si trovava lungo il percorso di una delle vie aperte dalle truppe per facilitare i collegamenti fra Roma e gli altri centri dell'Impero. Lo stesso toponimo, legato al nome di un antico proprietario terriero, va collocato in quell'epoca.
Le fonti menzionano ancora Azzano durante il Medioevo, come sede di un castello fortificato, uno dei tanti fatti costruire a scopo difensivo dai Patriarchi di Aquileia: il castello e l'annesso territorio era infeudato primitivamente alla gastaldia di Meduna e più tardi alla nobile famiglia "di Azzano", i cui membri avevano l'obbligo di risiedere nel castello e garantirne la difesa.
Distrutto il castello verso la fine del XIII secolo, Azzano rimase centro agricolo e godette di una certa importanza dal punto di vista religioso perché sede della pieve di San Pietro, dipendente dalla diocesi di Concordia, dalla quale dipendevano numerose chiese sparse nel territorio.
Con un referendum del 18 ottobre 2015 la popolazione ha rifiutato la proposta di fusione con il comune di Pravisdomini.
Al giorno d'oggi Azzano è un comune industrializzato con più di 15 000 abitanti.

### Simboli
Lo stemma e il gonfalone sono stati concessi con il regio decreto del 1º giugno 1931.
Il falcetto e il mannello di grano simboleggiano l'attività agricola che all'epoca era la risorsa prevalente del comune.
Il gonfalone è un drappo di azzurro.

## Monumenti e luoghi d'interesse

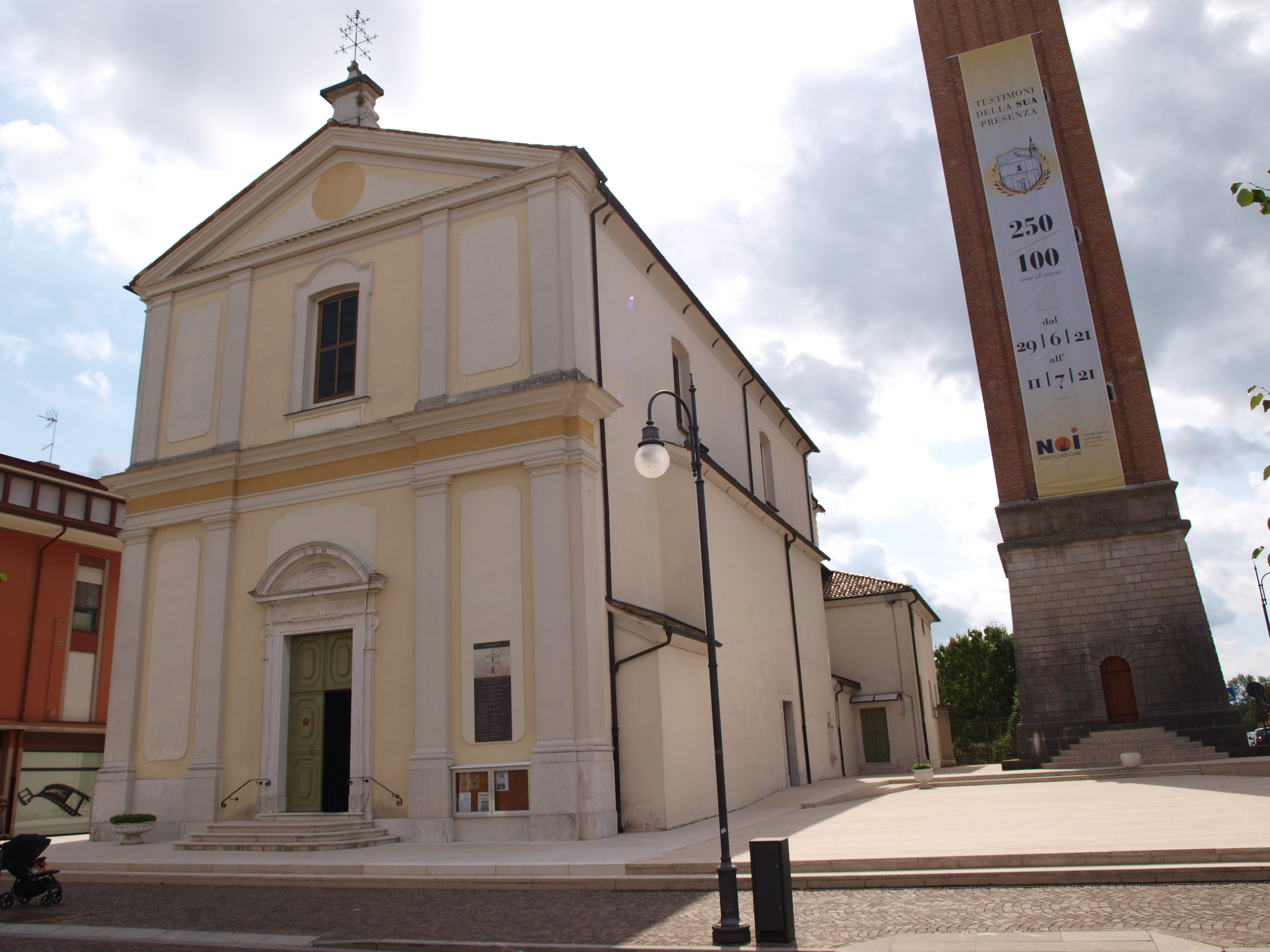
Il duomo di San Pietro Apostolo

- Crocifisso (1933) dello scultore Marcello Mascherini, al centro dell'abside della chiesa di San Michele Arcangelo, oltre a un altro Crocifisso (1948) sulla tomba di famiglia, nel cimitero di Fagnigola.
- Monumento al lavoro: monumento in marmo di 7 metri, dedicato "alla sacralità del lavoro", scolpito dallo scultore locale Dante Turchetto.
- Monumento in bronzo al suonatore di aulo su fontana nella piazza di Tiezzo, opera dello scultore Pierino Sam; dello stesso autore Cavalli in corsa, Pannello dei mestieri, il Busto del dottor Pujatti dentro il municipio di Azzano Decimo e il piccolo monumento alla Libertà nella piazza del capoluogo; alle pareti esterne della sala auditorium di Tiezzo sono visibili i suoi affreschi, alcuni altri sono visibili all'asilo infantile e su meridiane che abbelliscono le pareti esterne di numerose ville.
- Duomo di San Pietro Apostolo, realizzato nel XVIII secolo e recentemente arricchito con gli affreschi del pittore Giulio Belluz. Accanto ad esso sorge il campanile, inaugurato il 6 novembre 1921; con i suoi 76 metri di altezza domina il panorama azzanese e lo rende uno tra i più alti d'Italia.
- Parco del WWF: oasi naturale del WWF che sorge nell'area denominata gli scalini del diavolo. Interessante per la sua tipica vegetazione palustre che, con ogni probabilità, un tempo copriva la maggior parte della campagna della zona.
- Laghi di Cesena: gruppo di laghi artificiali formatosi in seguito al prelievo della terra necessaria per la costruzione della vicina autostrada A28.
- Dentro la chiesa di Tiezzo sono poste alcune opere sacre dello scultore tiezzese Pierino Sam (1921-2010): bassorilievi della fede, speranza e carità, l'affresco alla fonte battesimale, il tondo Santa Cecilia e pannelli in rame. Nei pressi della scuola elementare l'autore tiezzese ha affrescato il capitello di San Rocco, in altre pareti le madonne di Medjugorje e di Lourdes e a Pradolino il capitello dedicato a sant'Antonio.
- Il Bosco della Mantova, situato nella frazione di Fagnigola, è una piccola oasi di biodiversità dove sono state ritrovate le tracce di uno dei più antichi siti neolitici del Friuli Venezia Giulia. Secondo la leggenda popolare, l'appellativo "Bosco della Mantova" è legato a un edificio agreste chiamato el castel de la Mantova, a causa della sua mole massiccia e della piccionaia a forma di torre. Questo caseggiato era considerato la residenza di alcuni "conti di Mantova", dal cui luogo di origine prendono il nome il vicino bosco e l'intera zona circostante. Più realisticamente, la presenza umana di antica data in questo territorio sembra far risalire la nascita del toponimo a tempi assai più antichi, forse persino antecedenti la romanizzazione. Si ipotizza, ad esempio, che "Mantova" possa derivare da manta, parola appartenente ad una delle parlate mediterranee poi soppiantate dalle lingue indoeuropee, che ha dato origine a parole dal significato di "veste", "mantello", come il fitto manto boscoso che ricopriva quest'area.
- La quercia di Guarda di Sotto a Corva di Azzano Decimo, uno splendido monumento naturale, inserito nell'elenco delle piante monumentali del Friuli Venezia Giulia. Si tratta di una farnia (Quercus robur) di 5,40 m di circonferenza e di 25m di altezza con un'età stimata di oltre 200 anni. Per raggiungerla dall'incrocio delle 5 strade o dal ponte di Corva si prende in direzione di Fiume Veneto per circa 1,5 km fino a notare la grande chioma delle farnia che si trova ai bordi di alcuni campi coltivati.[9]

## Società

### Evoluzione demografica
Abitanti censiti

### Etnie e minoranze straniere
Al 31 dicembre 2020 gli stranieri residenti nel comune sono 1 609, ovvero il 10,3% della popolazione. Di seguito sono riportati i gruppi più consistenti:
1. Romania, 475
2. India, 298
3. Albania, 227
4. Repubblica di Macedonia, 87
5. Marocco, 86
6. Ucraina, 61
7. Stati Uniti d'America, 55
8. Pakistan, 34
9. Tunisia, 25
10. Bosnia e Erzegovina, 21

### Lingue e dialetti
Ad Azzano Decimo è parlato un dialetto veneto affine a quello di Portogruaro. Questa situazione era già stata rilevata nel 1926 da Ugo Pellis, precisando tuttavia che nella campagna era ancora in un uso un dialetto friulano-veneto; i contadini erano soliti alternare i due registri a seconda che si trovassero fuori o dentro il borgo. Negli anni sessanta Giuseppe Francescato affermava che la venetizzazione del comune era assai più avanzata, con scarsissime tracce di friulano.

## Cultura

### Eventi
Maggio/Giugno - Infiorata del Corpus Domini a Corva
Giugno - Sagra del Montasio a Fagnigola.
Luglio - Dal 2000 si tiene la Fiera della Musica, un festival musicale internazionale in cui intervengono gruppi da tutta Europa e di diversi generi. Tra gli altri, vi hanno partecipato Moby, Jethro Tull e Caparezza
Fine agosto - "Festeggiamenti della Madonna del Bembo" o "Al Parco", comunemente conosciuti come "sagra del Bembo".
Fine agosto - Sagra della Faraona a Cesena.
21-22 novembre - A Tiezzo, già dal 1600, ricorre la festa della Madonna della Salute.
Ogni lunedì mattina si tiene il mercato ad Azzano Decimo, ogni mercoledì pomeriggio a Corva e ogni giovedì mattina a Tiezzo.

## Geografia antropica

### Frazioni
Le frazioni di Azzano Decimo sono quattro: Corva, Fagnigola, Cesena e Tiezzo.

#### Corva
La frazione sembra dovere il suo antico nome ad un'ansa (curva) del fiume Meduna: nel passato dipese dal punto di vista ecclesiastico dalla chiesa di San Marco, dalla quale si staccò, diventando parrocchia autonoma solo nel 1719.
Fu infeudata alla Signoria e successivamente a Mainardo di Azzano Decimo. La sua storia la lega al fiume, percorso navigabile, che però la martoriò più volte con terribili alluvioni e straripamenti.
L'antica parrocchiale rimase distrutta nel corso di una terribile alluvione; anche un successivo edificio, tuttora esistente, fu gravemente danneggiato dal Meduna: l'attuale parrocchiale dedicata a S.Bartolomeo  fu eretta tra il 1939 ed il 1941 in stile neogotico. Conserva ancora una parte delle suppellettili del precedente edificio ed è stata recentemente abbellita da un grande mosaico absidale che rappresenta il Cristo attorniato da angeli, opera di Renato Gregorini (1988).
Nella frazione è presente il Parco del Pacifico.

#### Fagnigola
La frazione fu abitata fin dal Neolitico, come dimostrano i reperti archeologici rinvenuti in loco. Fu poi colonia romana e nel Medioevo divenne possedimento dell'Abbazia di Sesto al Reghena.
Anche Fagnigola ebbe all'inizio del secolo una nuova parrocchiale in stile neogotico, che sostituì nell'uso dei fedeli l'antico edificio Quattrocentesco: antistante al nuovo edificio fu innalzata la Colonna di San Michele a ricordo della Conciliazione fra Stato e Chiesa (1929).
In territorio di Fagnigola, località Santa Rosàlia dipendente dalla parrocchiale di Azzanello è la chiesa di Santa Rosalia: costruzione quattrocentesca, più volte rimaneggiata (1850-1951), conserva la pala d'altare di autore ignoto, dedicata alla santa e affreschi di scuola sanvitese, San Rocco e Madonna con bambino (XV secolo).

#### Tiezzo
Il destino di Tiezzo è stato nei secoli strettamente legato a quello di Azzano; analogamente fu abitato già in epoca romana ed alto medioevale, ma le notizie che possediamo risalgono ad un periodo assai più recente.
Nel medioevo Tiezzo fu soggetta tra varie giurisdizioni che ne ebbero la cura temporale e spirituale ed infine venne a far parte del dominio della Repubblica di Venezia (1420), che applicò anche a questo territorio l'uso del frazionamento in proprietà terriere affidate a diverse famiglie patrizie.
Questa è la causa dell'estrema dispersione del contesto urbano della frazione e dell'esistenza di numerosi edifici sacri, antiche chiese campestri o cappelle gentilizie.
La parrocchiale, dedicata a San Martino e costruita nel primo Seicento, si presenta ora nello stile neoclassico voluto dal restauro ottocentesco: conserva due pale settecentesche e tre bassorilievi eseguiti dall'artista Pierino Sam.
Data alla prima metà dell'Ottocento l'attuale chiesa dei Santi Giusto e Liberale di Fiumesino, ancora in stile neoclassico; più antica è la chiesa di San Giovanni Battista, antica cappella annessa alla villa appartenuta ai conti Cappellari della Colomba, che conserva un altare settecentesco ornato da una pregevole pala raffigurante la Sacra Famiglia.
Sempre al Settecento risale la chiesa di San Martino di via Armentera, mentre l'attuale chiesa di San Pietro in Vinculis, in località Piagno, risale al secolo XVII ma fu costruita al posto di un precedente edificio già esistente nel XIII secolo d.C.

### Altre località del territorio
Le località e le borgate sono: Capo di Sopra (attuale chiesa di Santa Croce), Capo di Sotto, Borgo Facca, Cesena, Fiumesino, Fratte, Colle, Mantova, Santa Rosalia, Piagno, Zuiano, e Cinque strade.

## Infrastrutture e trasporti

### Strade
Il comune è attraversato dall'autostrada A28. Lo svincolo più vicino, denominato "Azzano Decimo", si trova in prossimità del confine tra il comune di Fiume Veneto (presso la frazione Praturlone) e il comune di Azzano Decimo. Inoltre, il comune è attraversato dall'ex strada statale ora SR251.

### Ferrovie
Azzano Decimo disponeva di una stazione ferroviaria, denominata Chions-Azzano Decimo, fino al 1967, data della soppressione del servizio viaggiatori della Ferrovia San Vito al Tagliamento-Motta di Livenza.

### Mobilità urbana
Il trasporto pubblico ad Azzano Decimo è garantito dagli autoservizi gestiti dall'azienda di trasporto pubblico locale ATAP S.p.A., che opera con proprie vetture in tutto il territorio della provincia.

## Amministrazione

### Gemellaggi
Il comune fa parte dell'associazione degli  Azzano d'Italia. URL consultato il 28 novembre 2019 (archiviato dall'url originale il 12 luglio 2017), undici fra comuni e frazioni che portano nel loro nome il termine Azzano e i cui cittadini si chiamano azzanesi: Azzano d'Asti, Azzano Decimo, Azzano Mella, Azzano San Paolo, Castel d'Azzano e altre sei frazioni. In base alla legge regionale 26/2014 "Riordino del sistema Regione - Autonomie locali del Friuli Venezia Giulia" Azzano Decimo divenne sede della UTI "Sile e Meduna", che sarà tuttavia abolita già nel 2020.

### Sindaci dal 1993
| Sindaco          | Sindaco         | Partito         | Mandato          | Mandato          |
| Sindaco          | Sindaco         | Partito         | Inizio           | Fine             |
| ---------------- | --------------- | --------------- | ---------------- | ---------------- |
|                  | Paolo Panontin  | Lega Nord       | 21 novembre 1993 | 16 novembre 1997 |
| 16 novembre 1997 | Paolo Panontin  | Lega Nord       | 27 maggio 2002   |                  |
|                  | Enzo Bortolotti | Lega Nord       | 27 maggio 2002   | 28 maggio 2007   |
| 28 maggio 2007   | Enzo Bortolotti | Lega Nord       | 7 maggio 2012    |                  |
|                  | Marco Putto     | Centro-sinistra | 7 maggio 2012    | 11 giugno 2017   |
| 11 giugno 2017   | Marco Putto     | Centro-sinistra | 26 giugno 2022   |                  |
|                  | Massimo Piccini | Destra          | 26 giugno 2022   | in carica        |